# Bruno Pesce
Bruno Pesce Rojas (n. Santiago de Chile, Chile; 15 de enero de 1979) es un exfutbolista chileno que jugaba como defensor en el fútbol Italiano. Se retiró en 2011 jugando por el Olympia Agnonese de la Serie D de Italia.

## Carrera
Inició su carrera futbolística en Universidad Católica durante el año 2000. Para buscar más regularidad luego de una grave lesión partió a Deportes Puerto Montt durante las temporadas 2001-2002. Durante el segundo semestre del año 2002 vuelve a Santiago, esta vez para jugar en Santiago Morning. En el año 2003 pasó por Coquimbo Unido, después en 2004 llegó a Rangers, donde fue capitán del equipo. En la temporada 2005 partió al fútbol italiano. Primero paso por el Andria BAT, donde se mantuvo dos temporadas y llegó a ser el primer extranjero en ser capitán del equipo. Una grave lesión lo dejó sin la opción de fichar en el Bari cuando estaba ya todo acordado para su venta. 
En la temporada 2007-2008 llega al Brindisi, después para la temporada 2008-2009 paso por el Pomigliano hasta que el 2009 llegó al Olympia Agnonese, donde se mantiene por 3 años siendo un referente del equipo y capitán. Hoy se desempeña como comentarista de televisión de la Primera B del fútbol chileno en el CDF, canal de televisión que transmite el fútbol chileno.,
El año 2014 se tituló en INAF de Director Técnico de fútbol , ganando el premio "Pedro Morales Torres" por la excelencia académica, siendo el mejor de su generación.

## Selección nacional
De ascendencia palestina, debutó en la selección nacional palestina en 2004, donde jugó hasta el año 2006. Disputó la clasificación para el Mundial de Alemania 2006 y la Copa de Asia.

## Clubes
| Club                  | País   | Año       |
| --------------------- | ------ | --------- |
| Universidad Católica  | Chile  | 2000      |
| Deportes Puerto Montt | Chile  | 2001-2002 |
| Santiago Morning      | Chile  | 2002      |
| Coquimbo Unido        | Chile  | 2003      |
| Rangers               | Chile  | 2004      |
| Andria BAT            | Italia | 2005-2007 |
| Brindisi              | Italia | 2007-2008 |
| Pomigliano            | Italia | 2008-2009 |
| Olympia Agnonese      | Italia | 2009-2011 |